# 下洼镇 (社旗县)
下洼镇，是中华人民共和国河南省南阳市社旗县下辖的一个乡镇级行政单位。

## 行政区划
下洼镇下辖以下地区：
下洼村、吴庄村、井洼村、余庄村、高庄村、邱庄村、桃园村、赵庄村、兰庄村、马蹄村、酒店村、井楼村、范庄村、杜庄村、王庄村、周庄村、闫庄村、坑黄村和山口村。